# Ranavalona III.
Ranavalona III, madagaskarska kraljica, * 22. november 1861, Amparibe, † 23. maj 1917. Alžir.
Ranavalona III. je bila zadnja v vrsti monarhov Madagaskarja. Vladala je med 30. julijem 1883 in 28. februarjem 1897, ko jo je odstavila francoska vojska. Njeno vladavino je zaznamoval jalov odpor proti francoski kolonizaciji otoka.